# Найкан
Найкан (яп. 内観, «интроспекция», буквально «внутренний взгляд») — метод рефлексии, разработанный Исином Ёсимото (яп. 吉本 伊信 ёсимото исин, 1916—1988), бизнесменом и приверженцем буддизма школы Дзёдо-синсю. В молодости Исин практиковал аскетический образ жизни: обитание в тёмной пещере без воды, еды и сна, приводящее к сенсорной депривации. Желая сделать достигнутый уровень рефлексии доступным для других, он разработал найкан как менее трудный, но более продолжительный путь к этой цели. Первыми, кого обучали найкану, стали молодые люди, лишённые свободы за совершение преступлений и нарушение социального порядка. 

## Методика найкана
Для того, чтобы разобраться в отношениях с неким человеком, апологеты найкана предлагают ответить на следующие вопросы:
- Что я получил от этого человека?
- Что я дал ему?
- Какие проблемы и неудобства возникли из-за меня у него?

При этом вопрос: «Какие проблемы и неудобства возникли из-за этого человека у меня?» не задают. В найкан предполагается, что все мы от природы хорошо умеем на него отвечать, и чрезмерное внимание, уделяемое этому вопросу, является одной из причин ежедневных проблем и расстройств в повседневной жизни людей.
Наиболее интенсивная форма найкан представляет собой «неделю отступлений найкан». Во время сеанса участник, которого называют найканся (яп. 内観者), старается обдумать и исследовать определённый период своей жизни, отвечая на вопросы в отношении определённого человека. Процесс начинается с рассмотрения трёх вопросов для отношений человека с его матерью. Дальше вопросы могут быть распространены и на другие отношения. В конце каждого сеанса (обычно продолжительностью 1,5—2 часа) найканся рассказывает другому человеку, называемому мэнсэцуся (яп. 面接者), то, что понял и выяснил о себе за это время. Роль мэнсэцуся — внимательно слушать и, возможно, предложить кандидатуру человека для следующего сеанса. Диалога между участником и его слушателем практически не происходит, потому что найкан — техника рефлексии, и то, что может быть познано с её помощью, познаётся в процессе исследования собственных переживаний.